# レオン・ドライザイトル
レオン・ティム・ドライザイトル  （Leon Tim Draisaitl, 1995年10月27日 - ）は、ドイツのノルトライン＝ヴェストファーレン州ケルン出身のプロアイスホッケー選手。NHLのエドモントン・オイラーズに所属している。ポジションはセンターまたはレフトウイング。
故郷ドイツでアイスホッケーを始め、北米のウェスタン・ホッケー・リーグ（カナダ西部およびアメリカ合衆国北西部を拠とするジュニア・リーグ）を経て、2014年にNHLドラフト1巡目でエドモントン・オイラーズへ入団した。2020年にはドイツ出身の選手として初めてアート・ロス記念賞を受賞した。
父のペーター・ドライザイトルは同じくアイスホッケー選手で、アイスホッケー世界選手権、アイスホッケー・ワールドカップ、冬季オリンピック等を含む146試合にドイツ代表（および西ドイツ代表）として出場した選手である。

## 経歴

### ジュニア時代
地元ケルンのホッケークラブ、ケルナー・ハイエで幼少期を過ごし、2009年にアドラー・マンハイム傘下のユースチームに加入した。2011-12シーズンではチームを国内チャンピオンに導き、最優秀選手賞も受賞した。 
ウエスタン・ホッケー・リーグ（WHL）のプリンス・アルバート・レイダースからドラフト指名を受けて入団。レイダースで2シーズンプレーした。
2012年12月から1月に開催された第37回世界ジュニアアイスホッケー選手権のドイツ代表に選出された。
2013年12月から1月に開催された第38回世界ジュニアアイスホッケー選手権のドイツ代表に選出された。同大会ではキャプテンを務めた。アメリカ合衆国戦で反則を犯し、1試合の出場停止処分を受けた。 
2014年5月に開催された第78回アイスホッケー世界選手権のドイツ代表に選出された。
2015年1月にトレードでケロウナ・ロケッツに移籍すると、チームは同シーズンのWHLチャンピオンシップに進出。19試合で28ポイントを記録し、プレーオフのMVPに選出された。 

### プロ入りとオイラーズ時代
2014年のNHLドラフト1巡目(全体3位)でエドモントン・オイラーズから指名された。ドイツ出身の選手としては史上最高位でのドラフト指名となった。（2000年に全体の2位でドラフト指名されたダニー・ヒートリーは 、カナダ人の親のもと西ドイツで生まれたカナダ代表選手。） 8月12日にオイラーズとエントリーレベルの3年契約を締結。
2014-15年シーズンの開幕ロースター入りを果たす。10月9日のカルガリー・フレームス戦でNHL初出場を果たした。 10月24日のカロライナ・ハリケーンズ戦でNHL初ゴールを記録した。 最終的に37試合に出場し、2ゴール4アシストを記録した。  
2017-2018年シーズン開幕前の2017年8月16日にオイラーズと8年総額6800万ドル（年平均850万ドル）で契約を更新した。 
2018年5月に開催された第82回アイスホッケー世界選手権のドイツ代表に選出された。 
2018-19シーズンは初のNHLオールスターゲームに選出された。2019年4月6日にはシーズン50ゴール目を記録。1シーズンで50ゴール以上を決めたのはオイラーズ史上6人目となる。このシーズンは最終的に105ポイントを記録し、ニキータ・クチェロフ、コナー・マクデイヴィッド、パトリック・ケインに次いでポイントランキング4位という成績を挙げた。ちなみにシーズン合計100ポイント以上を記録したのはオイラーズ史上9人目となる。 

## 詳細情報

### 代表歴
- 2013年世界ジュニアアイスホッケー選手権ドイツ代表
- 2014年世界ジュニアアイスホッケー選手権ドイツ代表
- 2014年アイスホッケー世界選手権ドイツ代表
- 2018年アイスホッケー世界選手権ドイツ代表